# Propan Rheingas

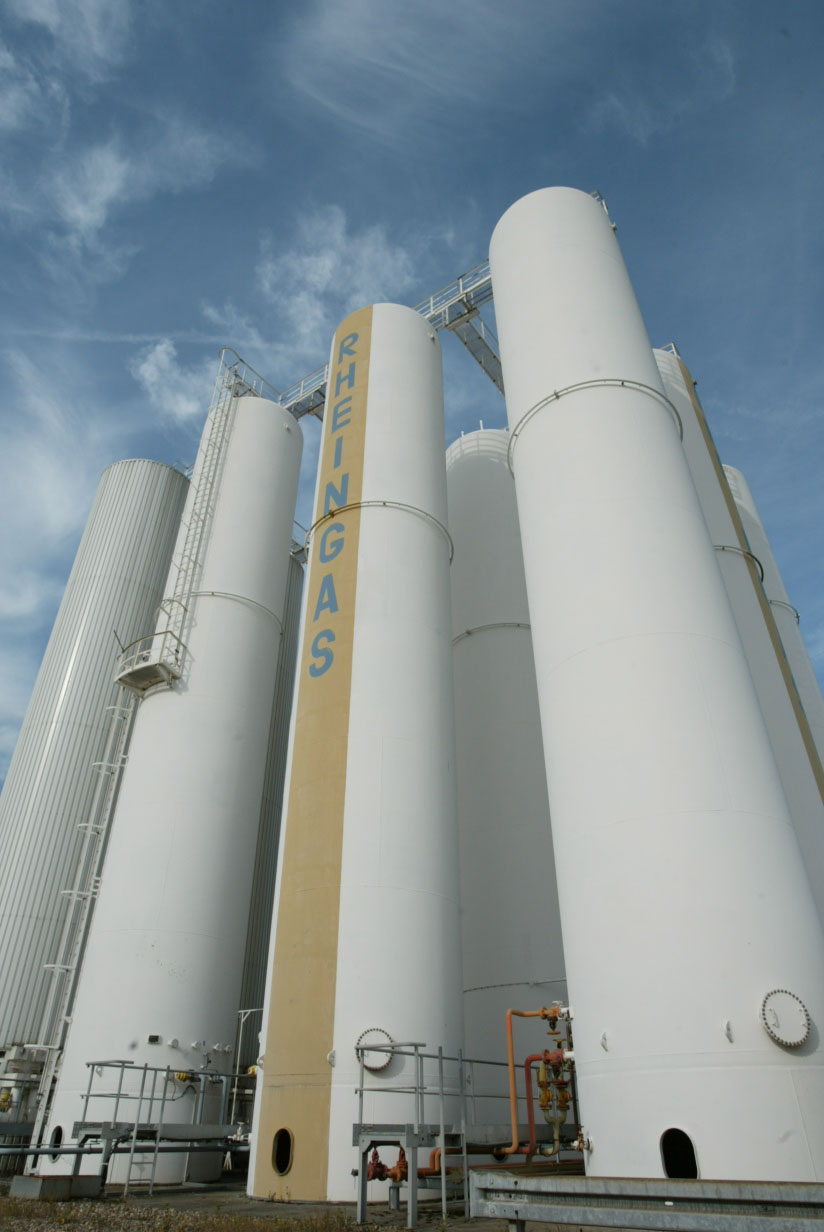
Hochtanks der Propan Rheingas in Brühl.

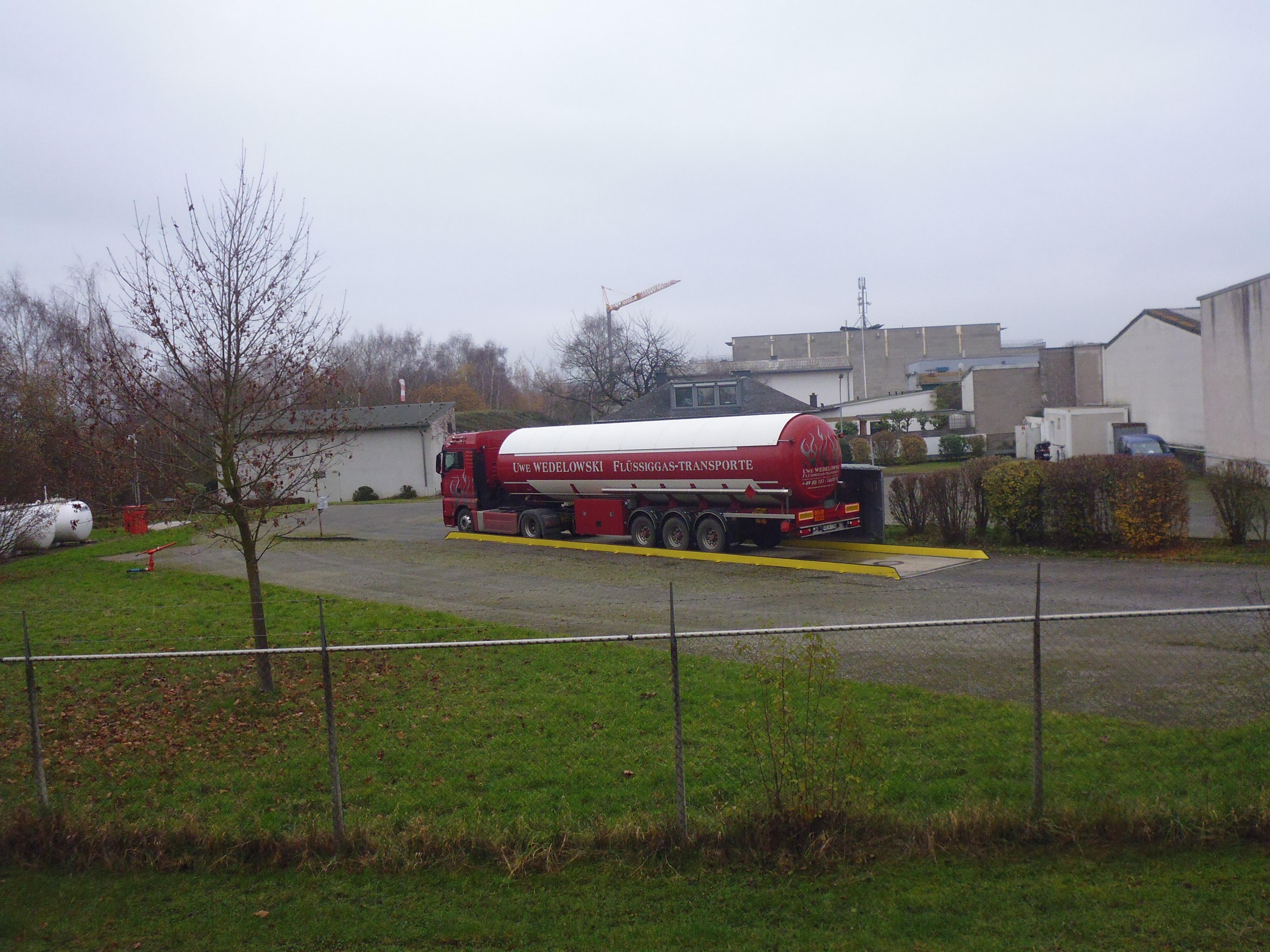
Flüssiggas-Großtanklager der Propan Rheingas mit Be- und Entladestation in Koblenz

Propan Rheingas GmbH & Co. KG (kurz Rheingas) ist ein Energieversorgungsunternehmen für Flüssiggas-, Strom- und Erdgasversorgung sowie Energietechnik mit Sitz in Brühl. Das Unternehmen versorgt rund 30.000 Kunden mit Energie, darunter Privatkunden sowie Industrie und Gewerbe. Kerngeschäft des Unternehmens liegt auf der Versorgung mit dem Energieträger Flüssiggas. Rheingas ist Mitglied im „Deutschen Verband Flüssiggas“ (DVFG), Berlin.

## Unternehmensprofil
Das Unternehmen ist ein Familienunternehmen, das seit 1925 in vierter Generation Energieversorgungslösungen für Privat- und Gewerbekunden bietet. Als Energieversorger für Flüssiggas, Erdgas und Strom sowie Lösungsanbieter in den Bereichen Energieeffizienztechnik, Gastechnik und Heizungsbau bündelt die mittelständische Unternehmensgruppe mit dem Hauptsitz in Brühl (Rheinland) Energietechnik und Energieversorgung. Seit 1950 setzt der rheinländische Energieversorger und Lösungsanbieter auf Flüssiggas als Energieträger und war damit einer der ersten Anbieter. 
Die Kernaufgaben des Unternehmens sind die Entwicklung individueller Systemlösungen, Engineering-Lösungen für Energietechnologien wie Blockheizkraftwerke (BHKW), Gaswärmepumpen, Mikrogasturbinen oder Brennwertthermen und die Beratung zum Ziel einer gesteigerten Energieeffizienz.
Mit mehr als 200 Mitarbeitern ist die Rheingas-Gruppe deutschlandweit in den Vertriebsgesellschaften Badische Rheingas GmbH in Lörrach, Rheingas Halle-Saalegas GmbH und Propan Rheingas Cottbus-Spreegas GmbH sowie ca. 40 Regionalbüros vertreten. Weitere nationale Standorte sind Service-Zentren in Wesel, Dresden, Krakow am See und ein Energietechnikbüro in Leipzig. Internationale Standorte befinden sich in Österreich (Vitalis Handels GmbH, Wien), den Niederlanden (Rijngas B.V., HA Dinxperlo) und Polen (BALTYK-GAZ).

## Geschichte
Josef Kolvenbach, Großvater des heutigen Geschäftsführers Uwe Thomsen, gründete 1925 die Firma Sauerstoffwerke Brühl, das heute nach mehreren Fusionen den Namen Propan Rheingas GmbH & Co. KG trägt. 1950 kam es zur Ausweitung des Geschäftsfeldes auf Flüssiggas. 1976 wurde die Kolvenbach KG mit der rhenag-Gruppe zusammengelegt, und es entstand die Propan Rheingas GmbH & Co. KG. Fortan konzentrierte man sich auf das Kerngeschäft Flüssiggas. 1981 fusionierte Propan Rheingas mit Jacobs Propan Mittelrhein in Koblenz. 1984 folgte eine Aufnahme von RWE-Rheinbraun als Gesellschafter. In den 1990er Jahren gründete Propan Rheingas Vertriebsgesellschaften in Ostdeutschland. Ebenfalls vergrößerte sich das Unternehmen über die Grenzen Deutschlands hinaus: 1993 fand der Erwerb und die Gründung von 50 Prozent der Baltyk-Gaz in Polen statt und 1995 der Erwerb von 75 Prozent der Rijngas in den Niederlanden. Die Badische Rheingas wurde 1997 gegründet. In den folgenden Jahren vergrößerte Propan Rheingas sich und übernahm 2005 die ROEBEN GAS in Willich-Anrath sowie die Johannsen Propan in Neumünster in Schleswig-Holstein. Seit 2011 gehört die Vitalis Handelsgesellschaft in Wien, Österreich zu Rheingas. 1999 erweiterte Rheingas sein Produktportfolio um Erdgas, 2002 zusätzlich um Autogas und 2012 um Strom.
Die Propan Rheingas GmbH & Co. KG ist Teil der Rheingas-Gruppe zu der auch die Rheingas Halle-Saalegas GmbH sowie die Propan Rheingas Cottbus-Spreegas GmbH gehören. Das Unternehmen wird heute von Uwe Thomsen geführt.

## Geschäftsfelder
Das Unternehmen liefert Flüssiggas, Erdgas und Strom an Privatkunden und gewerbliche Kunden. Das Unternehmen versorgt insgesamt 30.000 Kunden mit Energie, darunter 80 Prozent Privatkunden (24.000) und 20 Prozent (6.000) Kunden aus Industrie und Gewerbe.
Privatkunden
- Flüssiggas: Bundesweites Angebot für private Haushalte auch in Verbindung mit regenerativen Energieformen und individuellen Energienutzungskonzepten
- Energietechnik: Bau von Flüssiggastanks in Verbindung mit Mikro-Blockheizkraftwerken für Einfamilienhäuser und Heizungsbau.
- Flaschengas: Mobile Energieversorgung für private Kunden zur Verwendung für Garten, Camping oder Grillen.
- Autogas: Verwendung für Kraftfahrzeuge (LPG, Liquefied Petroleum Gas).
- Erdgas: Versorgung privater Haushalte.
- Strom: Versorgung privater Haushalte.

Gewerbliche Kunden
- Flüssiggas: Flüssiggas-Tanks für gewerbliche Kunden. Anwendung für Heizung und Warmwasser, Sammelversorgung für beispielsweise Wohngebiete oder Firmenkomplexe mit mehreren Gebäuden und Werkshallen, zur Lastspitzenabdeckung für größere Mengen an Energie, die nur für einen begrenzten Zeitraum benötigt werden, Prozessenergie vor allem für die industrielle Fertigungstechnik in Form von Autogentechnik (Verbrennung von Flüssiggas unter Zumischung von Sauerstoff), Material-Wärmebehandlung (Anwärmen und Flammrichten, Flammhärten, Warmbehandlungsöfen, Schutz- und Aufkohlungsabgase, Blasen und Schmelzen von Glas, direkt befeuerte Trocknungsanlagen) oder Schrumpfanlagen (Folieneinschweißung mittels Flüssiggas).
- Autogas: Installation von Flüssiggastanks an bestehenden Staplertankstellen und Autogastankstellen auf Firmengeländen sowie Versorgung von Flüssiggastanks an bestehenden Tankstellen.
- Erdgas: Energieanbieter für Geschäftskunden.
- Strom: Stromversorgung für Kunden aus Gewerbe und Industrie.
- Energietechnik: Technische Lösungen für Geschäftskunden mit individuellen Energieversorgungskonzepten, wie Blockheizkraftwerke (BHKW), Mikrogasturbine, Gaswärmepumpe oder Brennwerttechnik.
- Flaschengas: Mobile Energieversorgung für Kunden aus Gewerbe und Industrie in Form von Brenn- und Staplergas.

## Umweltschutz
Das Unternehmen verfolgt nach eigenen Angaben das Prinzip der Nachhaltigkeit. Ziel des Energieversorgers ist es, durch die Herstellung und den Verbrauch von Flüssiggas, die Umwelt zu schonen, den Ressourcenverbrauch zu senken, den CO2-Ausstoß zu reduzieren und das Klima zu verbessern. Mit dem Förderprojekt RheingasNeutral unterstützt Rheingas den Bau eines Gaskraftwerkes im indischen Gujarat für bessere Infrastruktur, Klimaschutz und soziales Gleichgewicht.

## Auszeichnungen
Das Unternehmen ist 2014 für Transparenz gegenüber Mitarbeitern, Kunden, Dienstleistern, Lieferanten und Geschäftspartnern sowie der Öffentlichkeit und Schutz der Umwelt mit dem Fairness-Siegel ausgezeichnet worden.